# 鴻嶺市社
鸿岭市社（越南语：／）是越南河静省下辖的一个市社。

## 地理
鸿岭市社北接宜春县和乂安省兴元县，东和南接干禄县，西接德寿县。

## 历史
1981年9月19日，德寿县设立鸿岭市镇。
1992年3月2日，以德寿县鸿岭市镇、德顺社、忠良社1市镇2社和德盛社部分区域、干禄县度辽社和顺禄社2社析置鸿岭市社，鸿岭市镇分设为北鸿坊和南鸿坊。
2009年1月19日，忠良社改制为忠良坊，德顺社改制为德顺坊，度辽社改制为度辽坊。

## 行政区划
鸿岭市社下辖5坊1社，市社人民委员会位于北鸿坊。
- 北鸿坊（Phường Bắc Hồng）
- 度辽坊（Phường Đậu Liêu）
- 德顺坊（Phường Đức Thuận）
- 南鸿坊（Phường Nam Hồng）
- 忠良坊（Phường Trung Lương）
- 顺禄社（Xã Thuận Lộc）